# Dennheritz
Dennheritz es un municipio situado en el distrito de Zwickau, en el estado federado de Sajonia (Alemania). Tiene una población estimada, a fines de agosto de 2024, de 1269 habitantes.